# Santa Clara (isola)
Santa Clara è un'isola del Cile che fa parte della Regione di Valparaíso.